# Urosigalphus neoschwarzi
Urosigalphus neoschwarzi är en stekelart som beskrevs av Gibson 1972. Urosigalphus neoschwarzi ingår i släktet Urosigalphus och familjen bracksteklar. Inga underarter finns listade i Catalogue of Life.